# クロタチカマス科
クロタチカマス科（学名：Gempylidae）は、スズキ目サバ亜目に所属する魚類の分類群の一つ。クロタチカマス・アブラソコムツなど、中層遊泳性の深海魚を中心に少なくとも16属24種が所属する。日本からは11属12種が知られている。

## 概要
クロタチカマス科の魚類はすべて海水魚で、熱帯・亜熱帯から温帯海域にかけての深海に広く分布する。中深層（水深200-1,000メートル）を主な生息範囲とし、海底から離れた中層を遊泳して生活する種類が多い。
本科の仲間は体長数十センチメートルから2メートル近くに達する中・大型の魚類で、資源量の多い一部の種類は食用として利用される。一方で深海での浮力確保のため体に多量のワックスを含む種類もあり、バラムツ・アブラソコムツは日本では食用としての販売が禁止されている。
体は細長く、左右にやや平たく側扁するものから、円筒形に近いものまでさまざま。下顎は上顎よりもやや長く突き出ている。主上顎骨が露出し、歯は長く鋭い。
本科魚類は明瞭な尾鰭をもち、近縁のタチウオ科との重要な鑑別点となっている。胸鰭は体側の低い位置にある。腹鰭は退縮傾向が強く、1本の棘条しかもたないものや、カゴカマスなどほとんど消失した種類もある。臀鰭の棘条は1-3本、軟条は8-35本。背鰭と臀鰭の後方には小離鰭が存在する。椎骨は32-58個。

## 分類
Nelson（2016）では16属24種が認められている。アブラソコムツ属（1種）は本科の中で最も古い起源をもつグループと考えられており、他のすべての属の姉妹群とみなされている。Tongaichthys 属など数属はサバ科と多くの形質を共有するほか、ホソクロタチ属はタチウオ科と中間的な特徴をもつなど、本科魚類の位置付けには不明瞭な部分も多い。本項では2025年4月時点でFishBaseに認められている16属26種を示す。

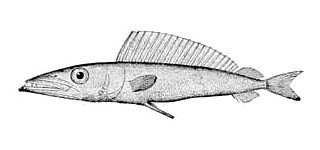
クロシビカマス Promethichthys prometheus （クロシビカマス属）。水深数百mの深海で暮らしているが、夜間には表層に移動することもある

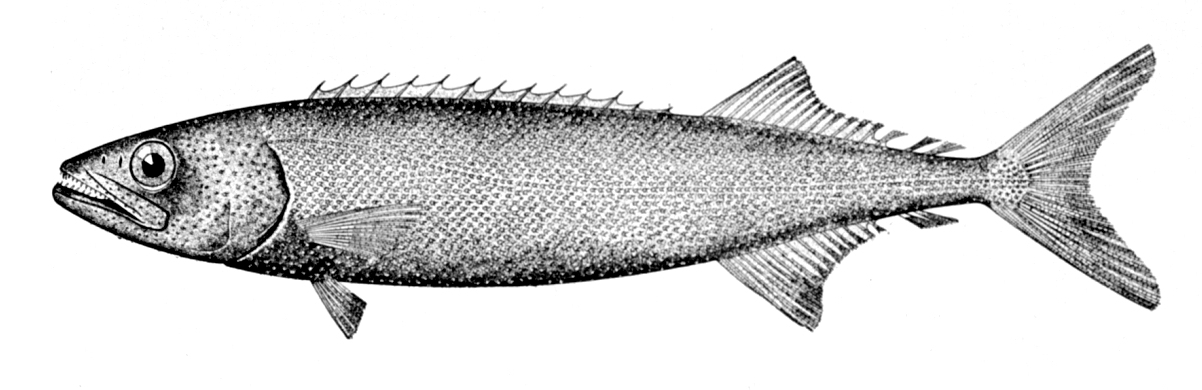
ハシナガクロタチ Nesiarchus nasutus （ハシナガクロタチ属）。体は細長く側扁する

- アオスミヤキ属 Epinnula
  - アオスミヤキ Epinnula rex

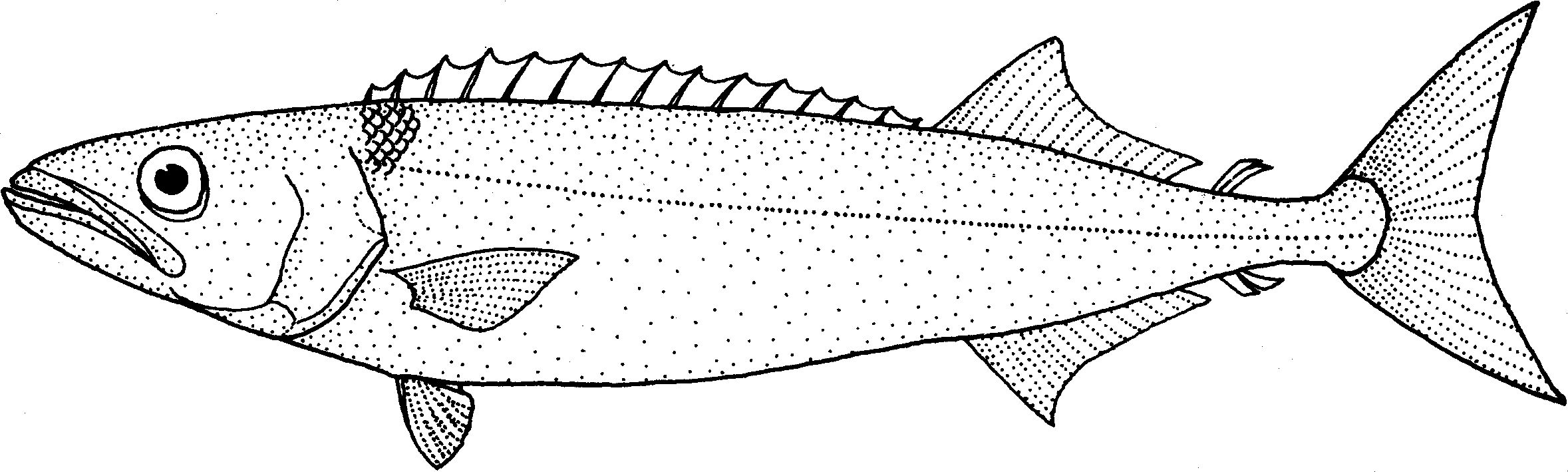
バラムツ Ruvettus pretiosus （バラムツ属）。体長1.8mに達する大型種で、スポーツフィッシングの対象となる。体内に多量のワックスを含むため食用には適さない

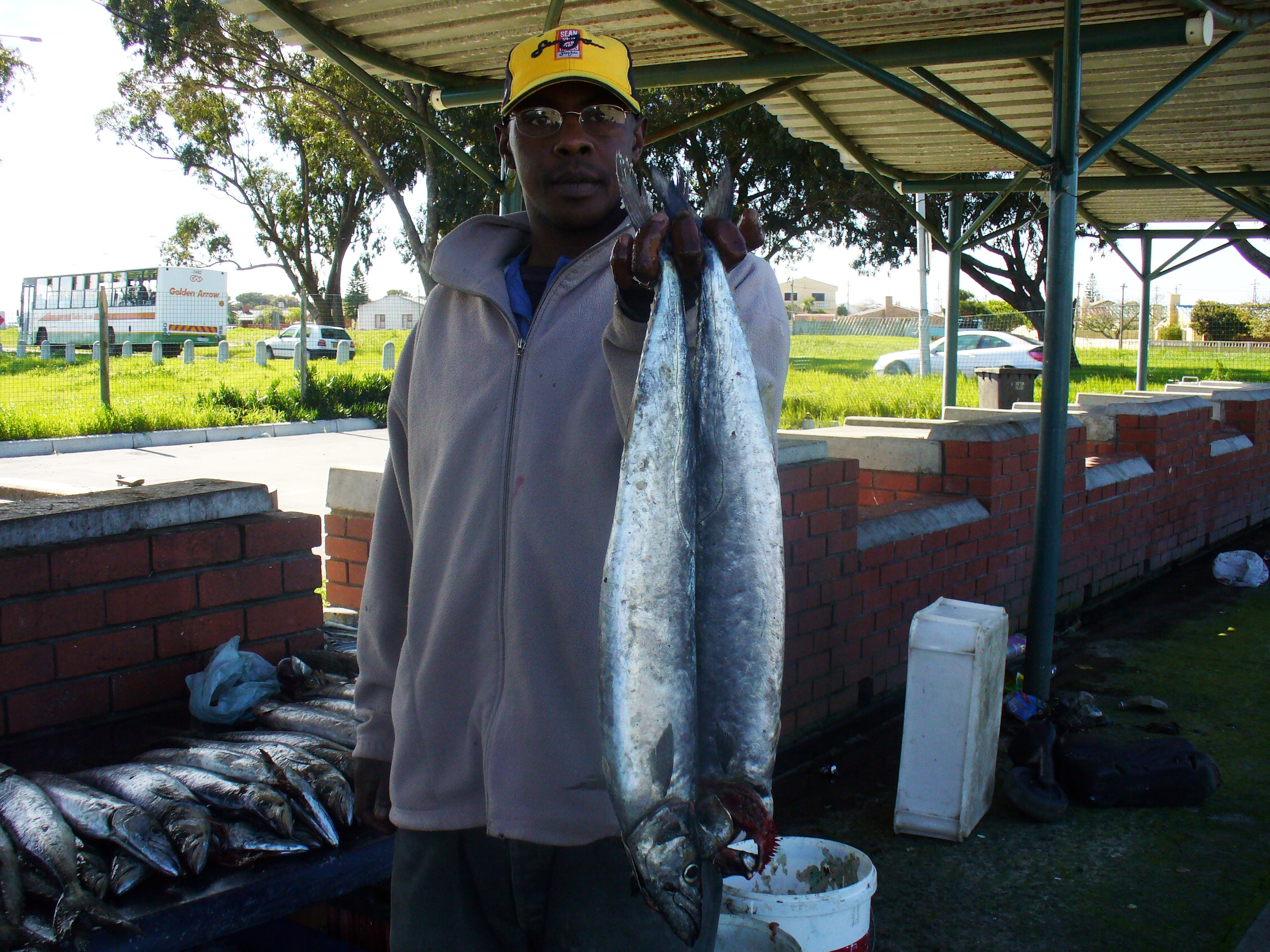
ミナミオオスミヤキ Thyrsites atun。「Snoek」と呼ばれる種で、南半球を中心に食用とされる

  - Epinnula magistralis
- アブラソコムツ属 Lepidocybium
  - アブラソコムツ Lepidocybium flavobrunneum
- カゴカマス属 Rexea
  - オオメカゴカマス Rexea nakamurai
  - カゴカマス Rexea prometheoides
  - Rexea alisae
  - Rexea antefurcata
  - Rexea bengalensis
  - Rexea brevilineata
  - ミナミカゴカマス (オオカゴカマス) Rexea solandri
- クロシビカマス属 Promethichthys
  - クロシビカマス Promethichthys prometheus
- クロタチカマス属 Gempylus
  - クロタチカマス Gempylus serpens
- トウヨウカマス属 Neoepinnula
  - タチカマス Neoepinnula americana
  - エラブスミヤキ Neoepinnula minetomai
  - トウヨウカマス Neoepinnula orientalis
- ナガタチカマス属 Thyrsitoides
  - ナガタチカマス Thyrsitoides marleyi
- ハシナガクロタチ属 Nesiarchus
  - ハシナガクロタチ Nesiarchus nasutus
- バラムツ属 Ruvettus
  - バラムツ Ruvettus pretiosus
- フウライカマス属 Nealotus
  - フウライカマス Nealotus tripes
- ホソクロタチ属 Diplospinus
  - ホソクロタチ Diplospinus multistriatus
- Paradiplospinus 属
  - Paradiplospinus antarcticus
  - ミナミホソクロタチ Paradiplospinus gracilis
- Rexichthys 属
  - Rexichthys johnpaxtoni
- Thyrsites 属
  - ミナミオオスミヤキ Thyrsites atun
- Thyrsitops 属
  - ヒラシビカマス Thyrsitopos lepidopoides
- Tongaichthys 属
  - シビカマス Tongaichthys robustus